# Wikipédia em neerlandês
Wikipédia em neerlandês (em neerlandês:  Nederlandstalige Wikipedia) é a versão da Wikipédia na língua neerlandesa, falada sobretudo nos Países Baixos, como também na Bélgica, Suriname, Antilhas Holandesas, Aruba, entre outros. É apoiada pela fundação sem fins lucrativos Wikimedia Nederland, cujo diretor é Sandra Rientjes.

## História

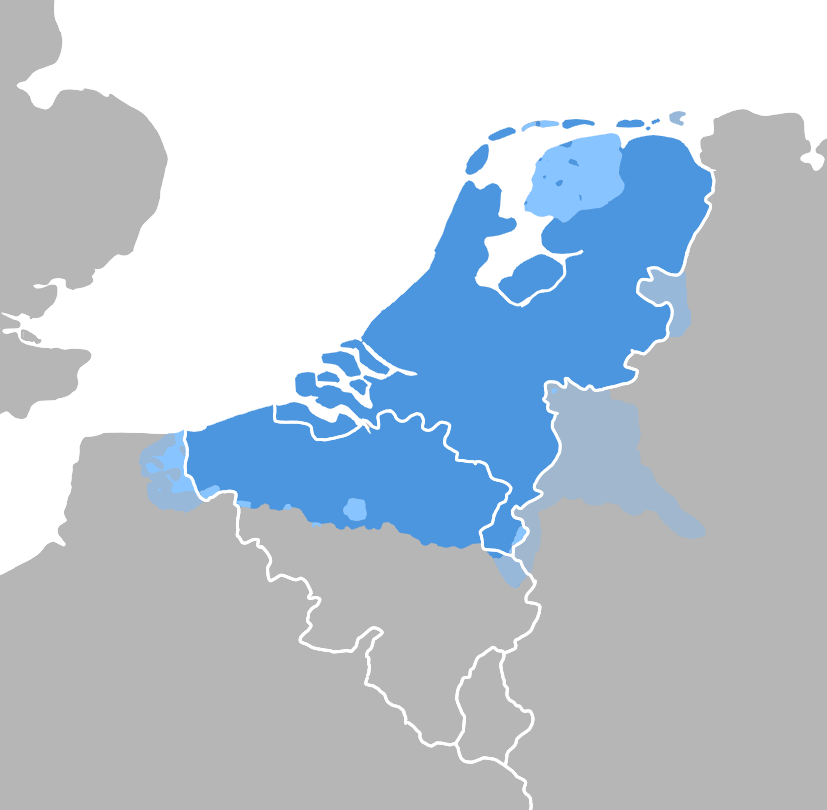
Área de difusão da língua neerlandesa na Europa.

### Fundação e primeiros anos
A Wikipédia em neerlandês inicou suas atividades em 19 de junho de 2001, e atingiu 100 000 artigos em 14 de outubro de 2005. Ultrapassou brevemente a Wikipédia em polonês e ficou em sexto lugar entre as maiores edições da Wikipédia, antes de cair de volta para a oitava posição. Em 1 de maio de 2006, superou as edições sueca e italiana em um dia para retornar à sexta posição. O 500 000º artigo foi criado em 30 de novembro de 2008. Em uma pesquisa de 2006 realizada pelo instituto de análises Multiscope, a Wikipédia em neerlandês era o terceiro site mais acessado nos Países Baixos, depois do Google e do Gmail, com uma pontuação de 8,1.

### Controvérsias
Em 2008, o empresário holandês Bob Sijthoff processou a organização "Vereniging Wikimedia Nederland" e a fundação "Stichting Wikimedia Nederland" para forçar a remoção do artigo sobre si mesmo na Wikipédia em neerlandês, que ele afirmou conter informações "falsas e abusivas". Em 10 de dezembro de 2008, o tribunal rejeitou o seu pedido. O juiz decidiu que ele havia processado a entidade errada e que a responsabilidade legal pelo conteúdo dos artigos não seria dos Países Baixos, mas da Fundação Wikimedia estadounidense.

### 15° aniversário e homocentrismo
Em 15 de janeiro de 2016, durante o décimo quinto aniversário da Wikipédia, era a quarta maior Wikipédia em número de artigos e tinha nessa data um total de 1 844 000 artigos. A Wikipédia em frísio tinha então 32 900 artigos.
Em 8 março de 2022, uma pesquisa realizada pela Universidade Erasmo de Roterdã revelou que mais que noventa porcento das biografias na Wikipédia em inglês é sobre homens. Em decorrência do resultado da pesquisa a fundação Wikimedia Nederland e universidade solicitatam, no Dia Internacional das Mulheres, criar mais artigos sobre mulheres. Foi organizado um edit-a-thon, do qual estudantes da Universidade Erasmo de Roterdã também participaram. Na Wikipédia em neêrlandês havia também um desbalanço. Um usuário registrado dessa versão da Wikipédia sugeriu então traduzir artigos sobre mulheres na Wikipédia anglófona para o neerlandês.

## Características
Segundo dados de 2023, a Wikipédia em neerlandês possui as seguintes características:
- É a sexta maior Wikipédia em número de artigos;[9]
- Tem 1 257 061 usuários registrados, dos quais 4 100 editam regularmente;[9]
- Tem 34 administradores;[9]
- Possui uma Comissão de Arbitragem para resolução de problemas com ou entre usuários registrados;
- Só aceita imagens livres, já que não adotou o Fair Use;
- A maioria dos editores é do sexo masculino.[1]

## Estatísticas

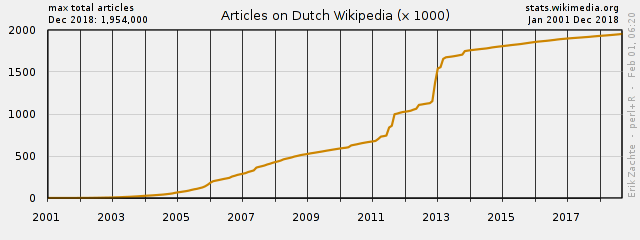
Evolução do número de artigos.

Em 27 de janeiro de 2005, o 50 000º artigo foi publicado e em 14 de outubro do mesmo ano, o marco de 100 000 artigos foi alcançado.
Em junho de 2013, a edição holandesa tornou-se a segunda maior Wikipédia em termos de número de artigos, superando a Wikipédia em alemão. Naquela época, tinha 538.000 usuários registrados.
Em 19 de outubro de 2022, tinha 2.104.480 artigos e tem 1.235.641 colaboradores, incluindo 3.738 usuários ativos e 35 administradores.